# Kihalt állatfajok listája
Az alábbi fajok az elmúlt 3 évszázadban haltak ki, nagyrészt az emberi tevékenység következtében. A kihalt alfajokat itt nem soroljuk. A lista a teljesség igénye nélkül készült.

## Tetvek
- Acutifrons caracarensis a kihalt Guadeloupe-karakara (Caracara lutosa) tetve volt, Guadelupe sziget, Mexico
- Longimenopon dominicanum egy mára már kihalt viharfecskén, a Oceanodroma macrodactyla-n élt, Guadelupe sziget, Mexikó
- (Columbicola extinctus az észak-amerikai vándorgalamb (Ectopistes migratorius) tetve volt, mely a 19. században kihalt. Újabb taxonómiai ismeretek alapján azonban ez a tetűfaj nem halt ki, mert egy másik populációja a sávosfarkú galambon (Columba fasciata) élősködik, mely ma is gyakori madár.)
- Rallicola piageti a kihalt új-kaledóniai bozótguvaton (Gallirallus lafresnayanus) élt, Új-Kaledónia
- Halipeurus raphanus egy mára már kihalt viharfecskén, a guadeloupe-i viharfecskén (Oceanodroma macrodactyla)-n élt, Guadelupe sziget, Mexikó
- Puffinoecus jamaicensis a kihalt karibi viharmadáron (Pterodroma caribbaea) élt, Jamaica
- Campanulotes defectus az észak-amerikai vándorgalamb (Ectopistes migratorius) tetve volt
- Nitzschiella hemiphagae  az óriás-gyümölcsgalamb egyik alfaján (Hemiphaga novaeseelandiae spadicea) élt, mely mára kihalt, Norfolk sziget, Új-Zéland
- Patellinirmus restinctus az óriás-gyümölcsgalamb egyik alfaján (Hemiphaga novaeseelandiae spadicea) élt, mely mára kihalt, Norfolk sziget, Új-Zéland
- Rallicola extinctus a huja (Heteralocha acutirostris) tetve volt, mely a 20. század elejére kihalt, maradványai preparátumainak tollazatában maradtak fent, Új-Zéland
- Philopteroides xenicus a hosszúlábú álfakusz (Xenicus l. longipes) tetve volt, gazdájával együtt kihalt, Új-Zéland
- Psittacobrosus bechsteini a kihalt kubai ara tetve volt, maradványai preparátumainak tollazatában maradtak fent, Kuba
- Colpocephalum californici, a kaliforniai kondor (Gymnogyps californianus) tetve volt. A madár utolsó példányait a természetből befogták és fogságban tenyésztették, hogy a faj fennmaradhasson, de itt a rutin állatorvosi kezelések során a tetűfajt - ha még élt - kiirtották.

## Lepkék
- Deloneura immaculata Dél-Afrika
- Glaucopsyche xerces USA
- Lepidochrysops hypopolia Dél-Afrika

## Halak
- Azurina eupalama Galápagosz, 1983

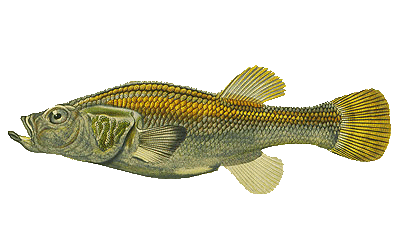
A Orestias cuvieri a Titicaca tóban élt, de a betelepített idegen pisztrángfajok miatt kihalt.

- Coregonus alpenae USA, Kanada, 1975
- Coregonus fera Svájc, Franciaország, 1950-es évek
- Coregonus hiemalis Svájc, Franciaország, 1950
- Coregonus johannae USA, Kanada, 1952
- Coregonus nigripinnis USA, Kanada
- Cottus echinatus USA, 1930-as évek
- Empetrichthys merriami Nevada, USA, 1950-es évek
- Fundulus albolineatus USA
- Gambusia amistadensis USA, 1987
- Gila crassicauda USA, 1950-es évek
- Lepidomeda altivelis Nevada, USA
- Notropis orca USA, Mexico, 1975
- Orestias cuvieri Andok, 1930-1950
- Pogonichthys ciscoides USA, 1970-es évek
- Prototroctes oxyrhynchus Új-Zéland, 1930
- Salvelinus agassizi USA, 1960-as évek
- Kínai kanalastokféle (Psephurus gladius)
- Amistad Gambusia (Gambusia amistadensis)
- San Marcos Gambusia (Gambusia georgei)
- Galapagos Damselfish (Azurina eupalama)
- Longjaw Cisco
- Fantom Shiner (Notropis orca)
- Fijan Bar-Winged Rail (Nesoclopeus poecilopterus)
- Santa Cruz Pupfish (Cyprinodon arcuatus
- Tecopa Pupfish (Cyprinodon nevadensis calidae)
- Clear Lake Splittail, (Pogonichthys ciscoides)
- Kék csuka (Stizostedion vitreum glaucum)
- Blackfin Cisco (Coregonus nigripinnis)
- Ameca Shiner (Notropis amacae
- Independence Valley Tui Chub (Gila bicolor isolata)
- Rio Grande Bluntnose Shiner (Notropis simus simus)
- Lake Ontario (Coregonus kiyi orientalis)
- Raycraft Ranch Poolfish (Empetrichthys latos concavus)
- Thicktail Chub (Gila crassicauda)
- Maravillas vörös Shiner (Cyprinella lutrensis blairi)
- Mélyvízi Cisco (Coregonus johannae)
- Las Vegas Dace (Rhinichthys deaconi)
- Lake Titicaca Orestias (Orestias cuvieri)
- Houting (Coregonus oxyrinchus)
- Pahranagat Spinedace (Lepidomeda altivelis)
- Ezüst pisztráng (Salvelinus agassizi)
- Alvord Cutthroat pisztráng (Oncorhynchus clarki alvordensis)
- Utah Lake Sculpin (Cottus echinatus)
- Snake River Sucker, Chasmistes muriei
- Új-Zéland-i pénzes pér (Prototroctes oxyrhinchus)

## Kétéltűek
- Adenomus kandianus Srí Lanka
- Atelopus ignescens Ecuador

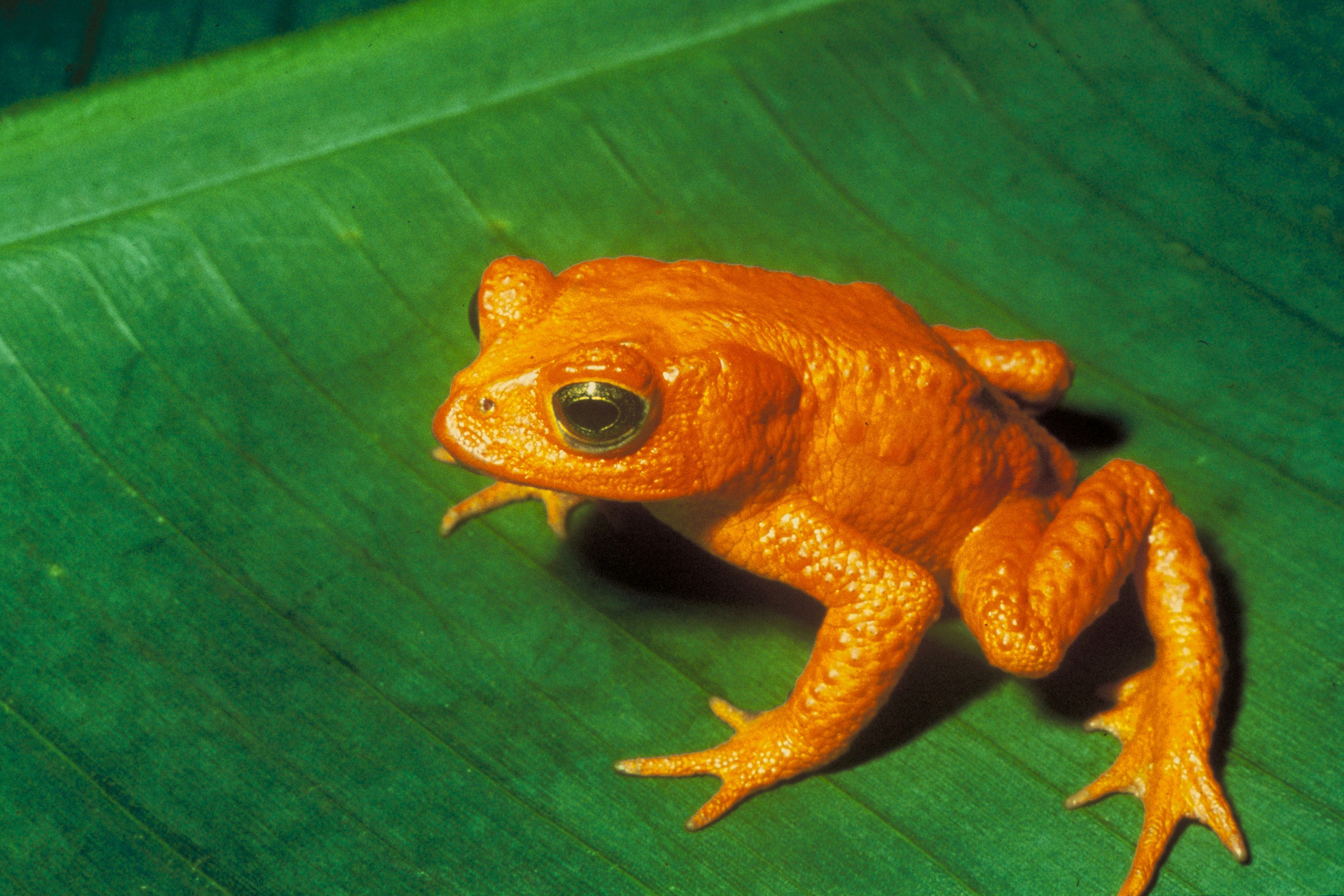
Costa Rica-i aranyvarangy

- Atelopus longirostris Ecuador, 1989
- Atelopus vogli Venezuela, 1933
- déli gyomorköltő béka Rheobatrachus silus Ausztrália, 1981 túlzott élőhely pusztítás (fakitermelés)
- északi gyomorköltő béka Rheobatrachus vitellinus Ausztrália, 1985
- Discoglossus nigriventer Izrael, Szíria, 1955
- Nannophrys guentheri Srí Lanka
- Philautus adspersus Srí Lanka
- Philautus dimbullae Srí Lanka
- Philautus eximius Srí Lanka
- Philautus extirpo Srí Lanka
- Philautus halyi Srí Lanka
- Philautus hypomelas Srí Lanka
- Philautus leucorhinus Srí Lanka
- Philautus malcolmsmithi Srí Lanka
- Philautus nanus Srí Lanka
- Philautus nasutus Srí Lanka
- Philautus oxyrhynchus Srí Lanka
- Philautus rugatus Srí Lanka
- Philautus stellatus Srí Lanka
- Philautus temporalis Srí Lanka
- Philautus variabilis Srí Lanka
- Philautus zal Srí Lanka
- Philautus zimmeri Srí Lanka
- Rana fisheri Nevada, USA, 1942
- Eleutherodactylus karlschmidti, Puerto Rico
- Phrynomedusa fimbriata Brazília
- Cynops wolterstorffi Kína, 1979
- Costa Rica-i aranyvarangy (Bufo periglenes) – Costa Rica 1989: gombás fertőzés
- Déli nap béka (Taudactylus diurnus)

## Madarak

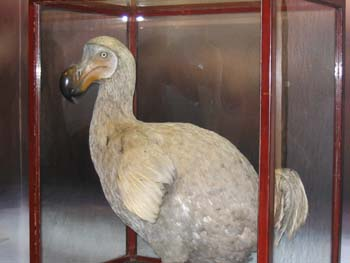
Dodó (Raphus cucullatus)

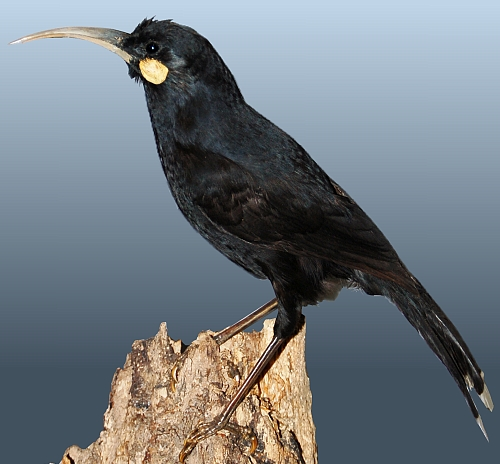
Huja (Heteralocha acutirostris)

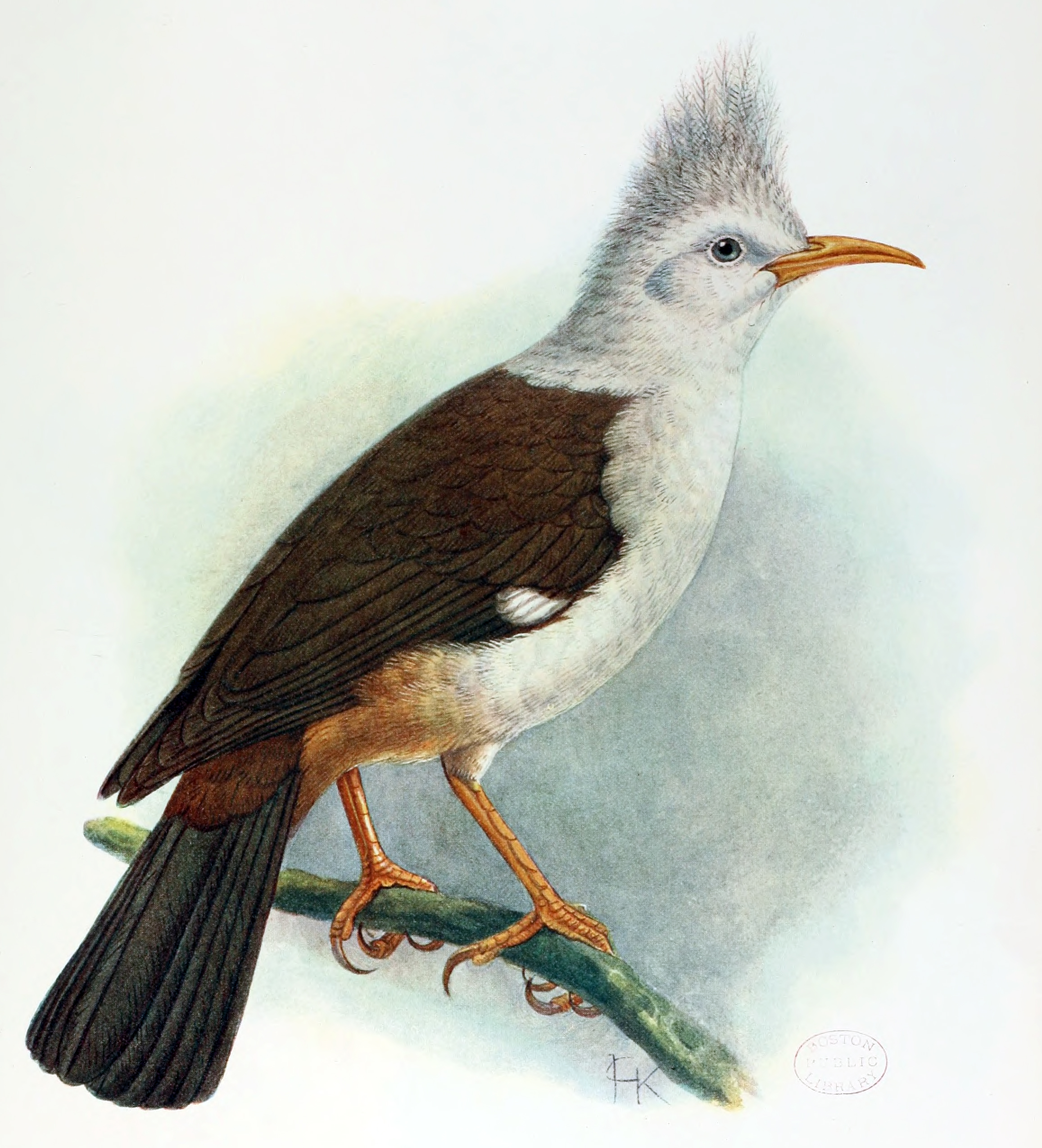
Búbos seregély (Fregilupus varius)

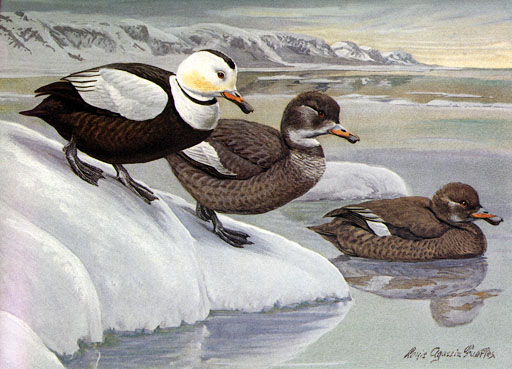
Labradori réce (Camptorhynchus labradorius)

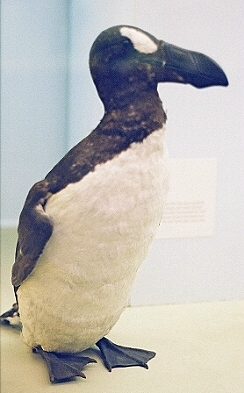
Óriásalka (Pinguinus impennis)

- Alaotra-vöcsök (Tachybaptus rufolavatus) - Madagaszkár, 2010
- Aldabrai poszáta (Nesillas aldabrana) – Seychelle-szigetek, Aldabra atoll: betelepített kecskék, macskák, patkányok
- Amszterdam-szigeti réce (Anas marecula) – Amszterdam-sziget: vadászat
- Andoki vöcsök (Podiceps andinus) Kolumbia, 1977
- Ascension-szigeti guvat (Mundia elpenor)
- Auckland-szigeteki bukó (Mergus australis) – Auckland-szigetek, 1902: vadászat, állatok betelepítése
- Álarcos páfrányposzáta (Bowdleria rufescens) – Chatham-szigetek, 1895: bozótégetés, legeltetés, patkányok, macskák
- Bahiai sörtéstapakúló (Merulaxis stresemanni)
- Búbos seregély (Fregilupus varius) – Réunion sziget, 1705: vadászat, állatok betelepítése, mezőgazdaság
- Déli-szegeti szalonka (Coenocorypha iredalei) Új-Zéland, Északi-sziget, 1964
- Dodó (Raphus cucullatus) – Mauritius, 1685: háziállatok betelepítése, mezőgazdaság
- Eiao-szigeti tengerilégykapó (Pomarea fluxa)
- Elefántmadár-félék (Aepyornis maximus) – Madagaszkár, 15. század
- Északi-szigeti szalonka (Coenocorypha barrierensis) Új-Zéland, Északi-sziget, 1870 körül
- Eszkimópóling (Numenius borealis)
- Fehérszemű nádifecske (Pseudochelidon sirintarae)
- Fekete emu (Dromaius ater) – King-sziget, 1842
- Fénylő gyapjasmadár (Hemignathus lucidus)
- Fidzsi ásótyúk (Megapodius amissus) Fidzsi-szigetek, 19. század
- Fidzsi csíkosszárnyú guvat (Nesoclopeus poecilopterus) – Fidzsi-szigetek, 1973: vadászat és patkányok
- Guadeloupe-karakara (Polyborus lutosus) – Mexikó, 1900
- Guami császárlégykapó (Myiagra freycineti) Guam, 1983
- Hawaii mohó (Moho nobilis)
- Hawaii vízicsibe (Porzana sandwichensis) – Hawaii-szigetek, 1884
- Hegyesfarkú verébsármány (Ammospiza caudacutus vagy Ammodramus caudacutus)
- Himalájai fürj (Ophrysia superciliosa) – Himalája
- Hosszúlábú álfakusz (Xenicus longipes) – Új-Zéland, 1950: behurcolt patkányok
- Huja (Heteralocha acutirostris) – Új-Zéland: vadászat
- Jávai bíbic (Vanellus macropterus)
- Kacagóbagoly (Sceloglaux albifacies)
- Karolinai papagáj (Conuropsis carolinensis) – USA, 1914: vadászat
- Kauai klarinétmadár (Myadestes myadestinus)
- Kenguru-szigeti emu (Dromaius baudinianus) – Kenguru-sziget, 1827
- Koreai ásólúd (Tadorna cristata)
- Kubai ara (Ara tricolor)  – Kuba, 1864: vadászat
- Labradori réce (Camptorhynchus labradorius) – 1875: vadászat
- Laysan-vízicsibe (Porzana palmeri)
- Mariana-szigeteki réce (Anas oustaleti)
- Marquises-szigeteki gyümölcsgalamb (Ptilinopus mercierii) 1988
- Mauritiusi ásólúd (Alopochen mauritianus) – Mauritius, 1698: vadászat
- Mauritiusi gyümölcsgalamb (Alectroenas nitidissima) 1930-as évek
- Mauritiusi réce (Anas marecula) – Mauritius, 1696: vadászat
- Molokai gyapjasmadár (Paroreomyza flammea)
- Nagy akiapola (Hemignathus ellisianus)
- Norfolki kaka (Nestor productus) – Norfolk-szigetek, 1851: vadászat
- Norfolk-szigeti énekesseregély (Aplonis fusca)
- Óriásalka (Pinguinus impennis) – Atlanti-óceán északi medencéje, 1844: vadászat, tojásgyűjtés
- Óriásmoa (Dinornis novaezealandiae) – Új-Zéland, a fehér ember bejövetele előtt
- Óriásvöcsök (Podilymbus gigas) – Guatemala, 1989
- Pápaszemes kormorán (Phalacrocorax perspicillatus) – Bering-sziget, Parancsnok-szigetek
- Paradicsompapagáj  (Psephotus pulcherrimus) – Ausztrália: emberi közreműködés
- Pikkelyestorkú mohó (Moho braccatus)
- Pouli-gyapjasmadár (Melamprosops phaeosoma)
- Réunioni ásólúd (Mascarenachen kervazoi) – Réunion sziget, 1710: vadászat
- Réunioni íbisz (Threskiornis solitarius) – Rodrigues-sziget, 1761: ember megjelenése
- Rjúkjú-szigeteki galamb (Columba jouyi)
- Rodriguez-szigeti galamb (Pezophaps solitaria) – Réunion sziget, 1705:  vadászat
- Rózsásfejű réce (Rhodonessa caryophyllacea) 1935
- San Cristóbal-szigeti csillagosgalamb (Gallicolumba salamonis)
- Semper-poszáta (Leucopeza semperi) 1961
- Sötét tengerparti veréb (Ammodramus maritimus nigrescens) 1990
- Szent Ilona-szigeti guvat (Aphanocrex podarces)
- Szigeti bokormadár (Gerygone insularis)
- Szürke rigó (Turdus ravidus)
- Tengerkék ara (Anodorhynchus glaucus)
- Új-zélandi fürj (Coturnix novae-zelandiae) – Új-Zéland, 1875: valószínűleg betegség
- Vándorgalamb (Ectopistes migratorius) – Észak-Amerika, 1914: vadászat
- Vöröslábú strucc (Struthio camelus syriacus) Szaúd-Arábia, 1966
- Wake-szigeti guvat (Gallirallus wakensis)

## Emlősök

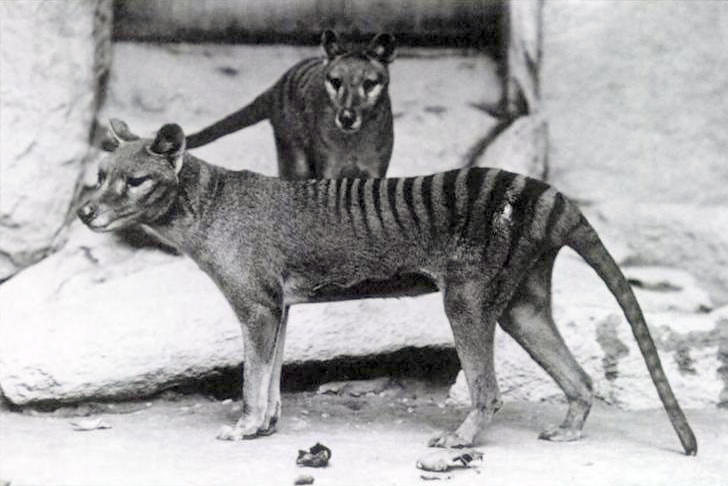
Erszényes farkas (Thylacinus cynocephalus)

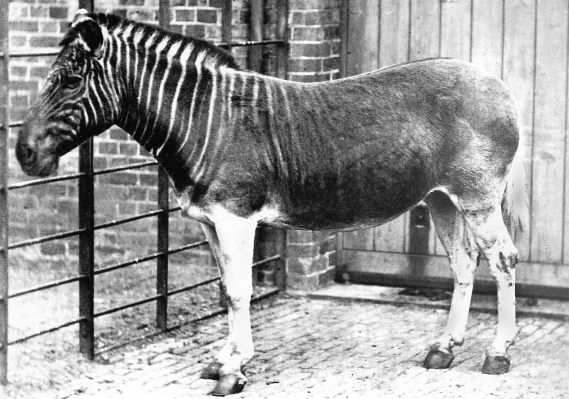
Kvagga (Equus quagga quagga)

- erszényesfarkas (Thylacinus cynocephalus) – Ausztrália és Tasmania, 1936 – vadászat
- sivatagi bandikut (Perameles eremiana) – Ausztrália   – betelepített ragadozók
- fehérfarkú erszényesnyúl (Macrotis leucura) - Ausztrália 1931 – betelepített ragadozók
- sivatagi patkánykenguru (Caloprymnus campestris) – Ausztrália –  betelepített ragadozók
- szélesfejű potoró (Potorous platyops) – Ausztrália  – betelepített ragadozók
- falklandi pamparóka (Dusicyon australis) – Falkland-szigetek – vadászat
- tengeri nyérc (Mustela macrodon) – Kanada – prémvadászat
- barbadosi mosómedve (Procyon gloveralleni) – Barbados – vadászat
- karibi barátfóka (Monachus tropicalis) – Karib-tenger, 1952 – élőhelyének elpusztítása, vadászat
- Steller-tengeritehén (Rhytina gigas) – Bering-tenger, 1768: vadászat
- kvagga (Equus quagga) – Dél-afrikai Köztársaság, 1878: vadászat
- kék lóantilop (Hippotragus leucophaeus) – Dél-afrikai Köztársaság, 1799: vadászat
- jemeni gazella (Gazella bilkis) – Jemen – vadászat
- vörös gazella (Gazella rufina) – Algéria – vadászat
- Schomburgk-szarvas (Cervus schomburgki) – Thaiföld, 1938 – vadászat, a mezőgazdasági területek bővülése
- északi szélesszájú orrszarvú (Ceratotherium simum cottoni) – Kenya, Tanzánia, 2018 – vadászat
- bali tigris (Panthera tigris balica)- Bali,-1940 körül -vadászat
- Keleti Puma (Puma Concolor Couguar)
- Vietnámi orrszarvú (Rhinoceros sondaicus annamiticus)
- Karácsony-szigeti Pipistrelle (Pipistrellus murrayi)
- Jangce delfin (Lipotes vexillifer)
- Pireneusi kőszáli kecske (Capra pyrenaica pyrenaica)
- Nyugati fekete orrszarvú (Diceros bicornis longipes)
- Zanzibár Leopárd (Panthera pardus adersi), az élettér csökkenése
- Karácsony-szigeteki cickány (Crocidura trichura)
- Jávai tigris (Panthera tigris sondaica)
- Madagaszkári törpe víziló (Hippopotamus lemerlei)
- Guam-i denevér (Pteropus tokudae)
- Kaspi tigris (Panthera tigris virgata)
- Rövidfarkú denevér (Mystacina robusta)
- Mexikói grizzli medve (Ursus arctos nelsoni)
- Vörös hasú oposszum (Cryptonanus ignitus)
- Törpekenguru (Lagorchestes asomatus)
- Brazil üregi egér (Juscelinomys candango)
- Holdkarmú kenguru (Onychogalea lunata)
- Kékesszürke egér (Pseudomys glaucus)
- Karibi fóka (Monachus tropicalis)
- Sheba királynője gazella
- Japán tengeri fóka (Zalophus japonicus)
- San Martin szigeti patkány (Neotoma martinensis)
- Little Swan szigeti fakúszópatkány (Geocapromys thoracatus)
- Fehérfarkú erszényesnyúl (Macrotis leucura)
- Berber oroszlán (Panthera leo leo)
- Darwin Galápagos-i patkánya (Nesoryzomys darwini)
- Toolache kenguru (Macropus greyi)
- Tarpán  (Equus ferus ferus)
- Sivatagi patkány-kenguru (Caloprymnus campestris)
- Fáradhatatlan Galápagos-i rizspatkány, (Nesoryzomys indefessus)
- Kis rőzsepatkány (Leporillus apicalis)
- Pemberton amerikaiegér (Peromyscus pembertoni)
- Bunker bozótpatkány (Neotoma bunkeri)
- Szíriai vadszamár (Equus hemionus hemippus)
- Európai bölény egy alfaja (Bison bonasus caucasicus)

## Hüllők
- Pinta-szigeti teknős (Chelonoidis abingdoni)
- Round-szigeti üregi boa (Bolyeria multocarinata)
- Santo Stefano gyík (Podarcis sicula sanctistephani)
- Roque Chico de Salmor óriásgyík (Gallotia simonyi simonyi)
- Ratas-szigeti gyík (Podarcis lilfordi rodriquezi)
- Rodrigues gekkó (Phelsuma edwardnewtoni)

## Puhatestűek
- Vine Raiatea Tree Csiga (Partula labrusca)
- Aldabra sávos csiga (Rhachistia aldabrae)
- Duzzadt Raiatea-i Fa Csiga (Partula turgida)
- Tubercled-blossom gyöngykagyló (Epioblasma torulosa torulosa)
- Ívelt gyöngykagyló (Epioblasma arcaeformis)
- Kürtös csiga (Cerithidae fuscata)
- Tengeri tapadókagyló (Lottia alveus)
- Arcuate gyöngykagyló (Epioblasma flexuosa)[1]

## Férgek
- Pedder-tavi földigiliszta (Hypolimnus pedderensis)

## Rovarok
- Nagy fehér káposztalepke (Pieris brassicae wollastoni)